# Aframax

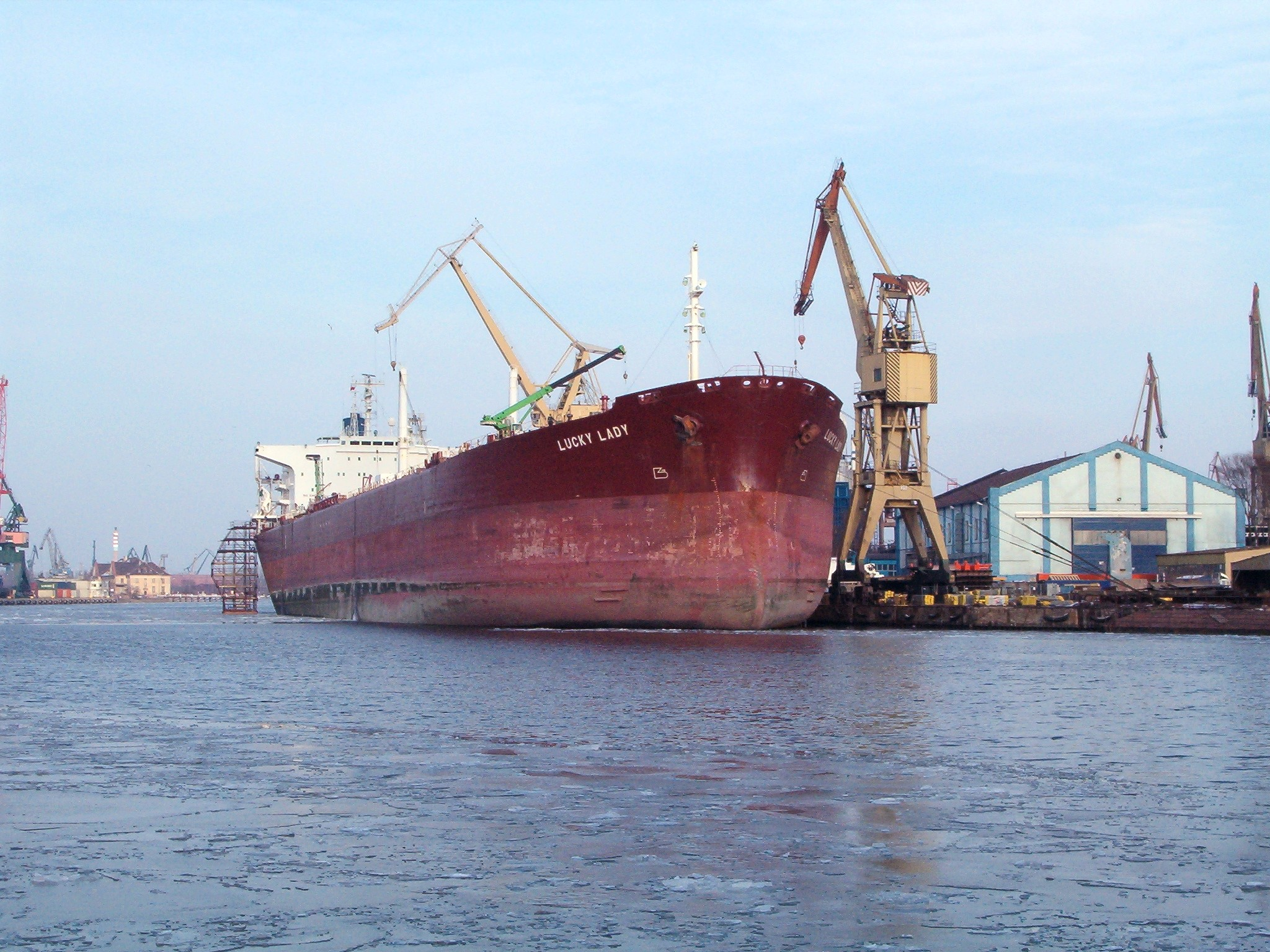
Aframax, também chamado navio tanque

Aframax é um tipo de navio petroleiro de óleo cru ou de produtos com capacidade de 800 mil barris.